# Hilderido
Hilderido ou Ilderido (Hilderith) foi um nobre gótico do século III que, segundo a Gética de Jordanes citando o historiador grego do século III Déxipo, era filho de Ovida e pai do rei Geberico. Nada se sabe sobre ele, exceto seu parentesco. De acordo com Leo Wiener, essa genealogia mencionada na obra de Jordanes configura-se como uma construção do autor, uma vez que o citado Déxipo somente tinha conhecimento duma expedição do imperador romano Aureliano (r. 270–275) contra os godos além-Danúbio, e Hilderido provavelmente é uma variação de Hilderico (r. 523–530), um rei vândalo da África.